# جی (خواننده کره جنوبی)
جی (به انگلیسی: j)با نام اصلی چونگ جائه-یونگ (به انگلیسی: Chung Jae-young) (زاده ۲ مهٔ ۱۹۷۷) خواننده اهل کره جنوبی است.